# Сулейманов, Магомед-Шапи Камильевич
Магоме́д-Шапи́ Ками́льевич Сулейма́нов (род. 16 декабря 1999, Махачкала, Дагестан, Россия) — российский футболист, нападающий клуба MLS «Спортинг Канзас-Сити».

## Биография
Родился в Махачкале в 1999 году. Учился в школе № 46. Футболом начал заниматься в 6 лет в РСДЮШОР № 2 Махачкалы у тренеров Семёна Валявского, Мурзы Мурзаева и Рустама Избулатова. На турнире «Легенды Спартака», который прошёл в Анапе в 2008 году, Сулейманов стал «самым техничным игроком» турнира за команду 1996 года рождения. В Махачкале занимался футболом до 2013 года. В 2012 году проходил просмотр в академию «Анжи», но не был принят.

### «Краснодар»
В 2013 году перебрался в академию «Краснодара». В составе молодёжной команды за три сезона (2015—2018) сыграл 55 игр, в которых забил 13 голов и получил 15 жёлтых карточек.
В дубле «Краснодара» провёл три года, сыграв 17 матчей, в которых отличился трижды.
Все голы забил, играя за «Краснодар-2» в первенстве ФНЛ. Первый гол забил на 7-й минуте в матче 5-го тура против «Тамбова». Второй гол забил на 45-й минуте в матче 6-го тура против «Чертаново». Третий гол забил на 90-й минуте в гостевом матче 19-го тура против «Армавира», сравняв счёт. В том же матче на 91-й минуте за вторую жёлтую карточку был удалён.
В сезоне 2015/16 молодёжного первенства сыграл 12 матчей и забил один гол — 23 апреля 2016 года в матче с «Уфой» на 21-й минуте.
16 июля 2017 года дебютировал в Премьер-лиге в поединке против «Рубина», выйдя на замену на 90-й минуте вместо Рикардо Лаборде, став самым молодым воспитанником академии «Краснодара», сыгравшим в составе клуба в официальном матче. Всего сыграл 4 матча в составе «Краснодара». 27 июля в матче 3-го квалификационного раунда Лиги Европы 2017/18 против датского «Люнгбю» (2:1) вышел на замену на 81-й минуте и забил гол на 3-й компенсированной минуте второго тайма, став самым молодым футболистом в истории российских и советских команд, которому удалось отличиться в еврокубковом матче. 3 августа в ответном матче вышел на замену на 87-й минуте.
Первую жёлтую карточку получил на 91-й минуте матча раунда плей-офф против сербской «Црвены Звезды» 17 августа 2017 года, когда жёстко сыграл против Гелора Канга. Сыграл в Юношеской лиге УЕФА 5 игр и забил один гол в матче против казахского «Кайрата» на 12-й минуте.
Во втором для себя сезоне сыграл в РПЛ 20 игр и забил 8 голов. В основном выходил на замену на 15—20 минут. 26 августа 2018 года забил дебютный гол в чемпионате России, поразив ворота «Оренбурга» (1:1). 31 марта 2019 года впервые в карьере оформил дубль, забив два гола в ворота «Анжи». Был признан лучшим игроком февраля и марта 2019 года в составе «Краснодара» по итогам голосования на сайте клуба. В Кубке России сыграл 3 матча, но голов не забивал. В Еврокубках сыграл 8 матчей и забил 3 гола. Первый гол в Еврокубках в сезоне забил 8 ноября 2018 года в 4-м туре группового этапа Лиги Европы 2018/19 против бельгийского «Стандарда». Получил пас от Вандерсона и закатил мяч под дальнюю штангу. 21 февраля 2019 года в ответном матче с немецким «Байером» открыл счёт, забив гол со штрафного. 14 марта 2019 года на 85-й минуте встречи с испанской «Валенсией» в ответном матче 1/8 финала Лиги Европы вывел хозяев вперёд. С правого края штрафной пробил в дальнюю девятку ворот. По итогам голосования на сайте «Краснодара» был признан автором лучшего гола клуба в сезоне.
В Еврокубках сезона 2019/20 сыграл 6 матчей и забил 2 гола. 13 августа 2019 года в рамках 3-го квалификационного раунда Лиги чемпионов в ответном матче против португальского «Порту» забил 2 гола и вывел «Краснодар» в раунд плей-офф. 27 августа 2019 года получил травму в матче против греческого «Олимпиакоса» в рамках раунда плей-офф квалификации Лиги чемпионов. 3 октября сыграл во втором туре группового этапа Лиги Европы против испанского «Хетафе». Его активные действия в чужой штрафной помогли Ари забить гол.
4 ноября 2020 года отличился на 17-й минуте матча Лиги чемпионов с испанской «Севильей», исполнив штрафной удар с 24 метров. Гол был признан лучшим в третьем туре.

### «Гиресунспор»
Летом 2021 года подписал контракт с турецким клубом «Гиресунспор». В сезоне 2021/2022 Сулейманов во всех турнирах принял участие в 32 матчах, в которых отличился 3 голами и 3 ассистами.
После окончания срока аренды, в начале июня 2022 года вернулся в «Краснодар».

### «Хапоэль» (Беэр-Шева)
В августе 2022 года перешел в «Хапоэль» из Беэр-Шевы. 28 августа в первом же матче против «Бейтара» отличился голом и ассистом. В Премьер-лиге забил ещё 3 мяча (трём «Хапоэлям»: из Тель-Авива, Иерусалима и Хадеры).
В Кубке Израиля принял участие в матче 1/16 финала против «Ашдода». Шапи вышел на замену на 81-й минуте и через две минуты умудрился получить «горчичник». 
В Лиге конференций сыграл в 5 матчах (1 — в квалификации и 4 — в групповом этапе). 3 октября 2022 года Шапи не смог принять участие в матче группового раунда против польского «Леха». Это было связано с тем, что страны Балтии и Польша ещё 19 сентября сообщили о запрете на въезд гражданам России и Беларуси с шенгенскими визами, выданными в других государствах Евросоюза. Поэтому и Сулейманов не полетел с командой в Польшу.  
До конца 2022 года Шапи сыграл во всех турнирах 21 матч, в которых забил 4 гола и отдал 5 голевых передач.
1 мая 2023 года «Хапоэль» обыграл лидера чемпионата, «Маккаби» Хайфа, забив гол на 6-й добавленной минуте, что спровоцировало массовую драку с участием футболистов обеих команд. За участие в драке Шапи был дисквалифицирован на 10 матчей чемпионата.

### «Арис» (Салоники)
В сентябре 2023 года перешёл в греческий «Арис» из Салоник на правах аренды.17 сентября 2023 года дебютировал за клуб в мачте греческой Суперлиги c ПАОКом. Первый гол за Арис забил 29 октября 2023 в матче с ПАС (Янина). В 2024 году был выкуплен у ФК Краснодар.. Всего за греческий клуб Шапи провёл 51 матч и забил 7 голов.

### «Спортинг Канзас-Сити»
В январе 2025 года подписал контракт с клубом MLS «Спортинг Канзас-Сити». 23 февраля 2025 года дебютировал за свой новый клуб в матче MLS c «Остином». Дебютный гол за клуб забил 13 апреля 2025 в матче с «Портленд Тимберс».

## Карьера в сборной
В юношеских сборных дебютировал на мемориале Валентина Иванова в матче против сборной Румынии 19 августа 2014 года. 21 августа в матче со сборной Кипра отличился на 34-й минуте — выполнил штрафной с очень острого угла, и мяч, пролетев мимо ног нескольких футболистов, попал в дальний угол. 7 октября 2014 года в товарищеском матче против сборной Венгрии забил единственный гол в матче на 71-й минуте и был заменён на 75-й минуте. Провёл 37 игр и забил 9 голов.
8 ноября 2017 года забил гол в ворота сборной Гибралтара на 36-й минуте обводящим ударом в дальнюю девятку.
22 марта 2019 года дебютировал за молодёжную сборную России в товарищеской игре со сборной Швецией, в которой отметился забитым мячом и голевой передачей на своего одноклубника Ивана Игнатьева. 25 марта сыграл в матче против сборной Норвегии, в котором был заменён на 46-й минуте.
Вместе с четырьмя другими воспитанниками академии «Краснодара» был вызван на матчи молодежной сборной России в квалификации Евро-2021 (6 сентября 2019 года со сборной Сербии и 10 сентября 2019 года со сборной Болгарии), но не смог принять участие по причине травмы. 11 октября в домашнем матче против сборной Польши на 91-й минуте сравнял счёт — 2:2. 19 ноября в матче против сборной Сербии забил на 44-й минуте после рикошета от сербского защитника.
В мае перенёс коронавирус.

## Статистика выступлений

### Клубная статистика
| Выступление           | Выступление      | Выступление      | Лига | Лига | Кубки | Кубки | Международные | Международные | Итого | Итого |
| Клуб                  | Лига             | Сезон            | Игры | Голы | Игры  | Голы  | Игры          | Голы          | Игры  | Голы  |
| --------------------- | ---------------- | ---------------- | ---- | ---- | ----- | ----- | ------------- | ------------- | ----- | ----- |
| → Краснодар-2         | ПФЛ              | 2016/17          | 1    | 0    | —     | —     | —             | —             | 1     | 0     |
| → Краснодар-2         | ПФЛ              | 2017/18          | 1    | 0    | —     | —     | —             | —             | 1     | 0     |
| → Краснодар-2         | ФНЛ              | 2018/19          | 15   | 3    | —     | —     | —             | —             | 15    | 3     |
| → Краснодар-2         | ФНЛ              | 2020/21          | 4    | 0    | —     | —     | —             | —             | 4     | 0     |
| → Краснодар-2         | Итого            | Итого            | 21   | 3    | —     | —     | —             | —             | 21    | 3     |
| Краснодар             | РПЛ              | 2017/18          | 4    | 0    | 0     | 0     | 3             | 1             | 7     | 1     |
| Краснодар             | РПЛ              | 2018/19          | 20   | 8    | 3     | 0     | 8             | 3             | 31    | 11    |
| Краснодар             | РПЛ              | 2019/20          | 27   | 4    | 1     | 0     | 10            | 2             | 38    | 6     |
| Краснодар             | РПЛ              | 2020/21          | 27   | 4    | 1     | 0     | 10            | 1             | 38    | 5     |
| Краснодар             | РПЛ              | 2021/22          | 4    | 0    | 0     | 0     | —             | —             | 4     | 0     |
| Краснодар             | РПЛ              | 2022/23          | 4    | 0    | 0     | 0     | —             | —             | 4     | 0     |
| Краснодар             | РПЛ              | 2023/24          | 1    | 0    | 1     | 0     | —             | —             | 2     | 0     |
| Краснодар             | Итого            | Итого            | 87   | 16   | 6     | 0     | 31            | 7             | 124   | 23    |
| → Гиресунспор         | Суперлига        | 2021/22          | 31   | 3    | 1     | 0     | —             | —             | 32    | 3     |
| → Гиресунспор         | Итого            | Итого            | 31   | 3    | 1     | 0     | —             | —             | 32    | 3     |
| → Хапоэль (Беэр-Шева) | ИПЛ              | 2022/23          | 29   | 5    | 2     | 0     | 5             | 0             | 36    | 5     |
| → Хапоэль (Беэр-Шева) | Итого            | Итого            | 29   | 5    | 2     | 0     | 5             | 0             | 36    | 5     |
| Арис (Салонники)      | Суперлига        | → 2023/24        | 31   | 5    | 6     | 1     | —             | —             | 37    | 6     |
| Арис (Салонники)      | Суперлига        | 2024/25          | 12   | 1    | 2     | 0     | —             | —             | 14    | 1     |
| Арис (Салонники)      | Итого            | Итого            | 43   | 6    | 8     | 1     | —             | —             | 51    | 7     |
| Спортинг Канзас-Сити  | MLS              | 2025             | 24   | 2    | 0     | 0     | 1             | 0             | 25    | 2     |
| Спортинг Канзас-Сити  | Итого            | Итого            | 24   | 2    | 0     | 0     | 1             | 0             | 25    | 2     |
| Всего за карьеру      | Всего за карьеру | Всего за карьеру | 235  | 35   | 17    | 1     | 37            | 7             | 289   | 43    |

### Сборная
Молодёжная сборная России
| №  | Дата            | Оппонент | Счёт | Голы  | Пасы | Карточки | Минуты    | Соревнование              |
| -- | --------------- | -------- | ---- | ----- | ---- | -------- | --------- | ------------------------- |
| 1  | 22 марта 2019   | Швеция   | 2:0  | 44′   | 1    | —        | 65'( 65') | Товарищеский матч         |
| 2  | 25 марта 2019   | Норвегия | 5:1  | —     | —    | —        | 45'( 45') | Товарищеский матч         |
| 3  | 11 октября 2019 | Польша   | 2:2  | 90+1′ | —    | 90+2'    | 90'       | Отбор МЧЕ-2021 (группа 5) |
| 4  | 15 октября 2019 | Эстония  | 5:0  | —     | —    | —        | 74'( 74') | Отбор МЧЕ-2021 (группа 5) |
| 5  | 15 ноября 2019  | Латвия   | 2:0  | —     | —    | —        | 90'       | Отбор МЧЕ-2021 (группа 5) |
| 6  | 19 ноября 2019  | Сербия   | 2:0  | 44′   | 1    | —        | 84'( 84') | Отбор МЧЕ-2021 (группа 5) |
| 7  | 4 сентября 2020 | Болгария | 2:0  | —     | —    | —        | 28'( 62') | Отбор МЧЕ-2021 (группа 5) |
| 8  | 8 сентября 2020 | Польша   | 0:1  | —     | —    | —        | 45'( 46') | Отбор МЧЕ-2021 (группа 5) |
| 9  | 9 октября 2020  | Эстония  | 4:0  | —     | —    | —        | 29'( 61') | Отбор МЧЕ-2021 (группа 5) |
| 10 | 13 октября 2020 | Латвия   | 4:1  | —     | —    | —        | 22'( 68') | Отбор МЧЕ-2021 (группа 5) |

Итого: сыграно матчей: 10 / забито голов: 3; победы: 8, ничьи: 1, поражения: 1.

## Достижения
«Краснодар»
- Бронзовый призёр чемпионата России: 2018/19, 2019/20
- Победитель молодежного первенства России: 2017/18

«Хапоэль» (Беэр-Шева)
- Серебряный призёр чемпионата Израиля: 2022/23

#### Личные
- Лучший молодой футболист российской премьер-лиги (лауреат премии «Первая пятёрка»): 2019/20[43]
- Самый молодой футболист — автор гола в еврокубках в составе российских и советских команд: 28.07.2017
- Автор самого красивого гола тура Лиги чемпионов: 3-й тур сезона 2020/2021 в ворота «Севильи»